# Bottonuto
Il Bottonuto (Bottonuu in dialetto milanese) è stato un antico quartiere  di Milano la cui urbanistica risaliva all'epoca romana, completamente demolito a partire dagli anni trenta del Novecento. Era situato subito a sud di Piazza del Duomo in corrispondenza dell'attuale Piazza Diaz. L'area su cui si estendeva il Bottonuto è completamente compresa nel NIL n. 1, "Duomo". 

## Topografia e toponomastica

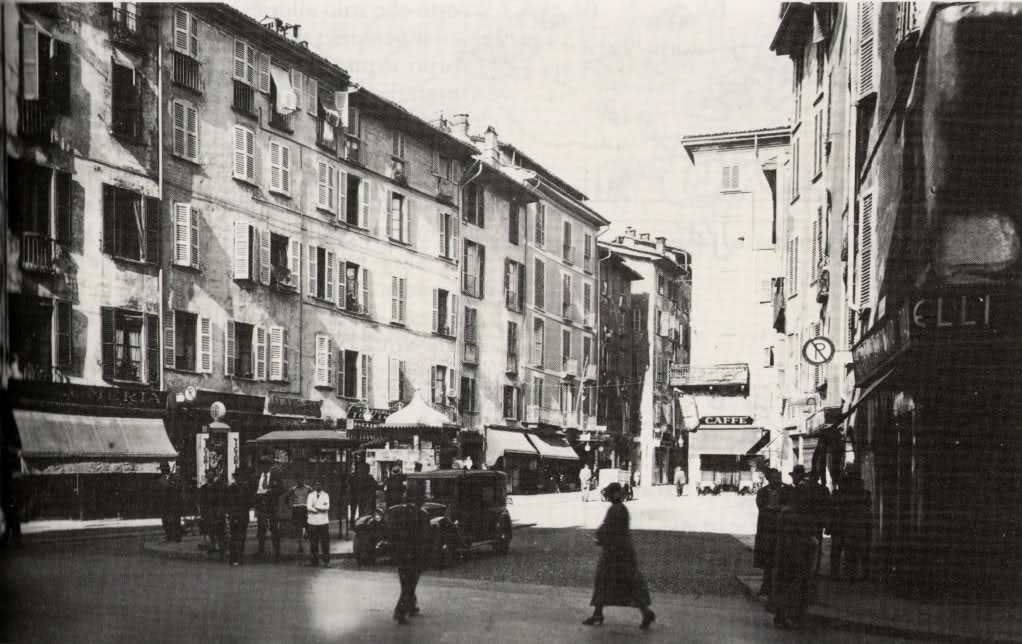
Vista del Largo del Bottonuto tra il 1920 ed il 1930

Via Paolo da Cannobio all'altezza di via Bottonuto negli anni trenta del XX secolo

Il Bottonuto si estendeva nell'area delimitata (in senso orario a partire da ovest) dalle attuali vie Cappellari, Rastrelli, Larga, Velasca, Corso di Porta Romana, Piazza Missori, Via Mazzini.
Il quartiere si sviluppava attorno a tre vie in direzione nordovest – sudest che seguivano l'antico tessuto urbano della città romana di Mediolanum. Esse erano, con riferimento all'attuale toponomastica:
- Via Tre Alberghi, continuazione di Via Speronari. Essa dopo l'incrocio con Via Paolo Da Cannobio assumeva il nome di Via Bottonuto che a sua volta si apriva su Via Larga con uno slargo triangolare, spesso denominato impropriamente Largo Bottonuto;
- Via Visconti che partendo da Via Cappellari, sfociava su Via Paolo da Cannobio senza raggiungere Via Larga;
- Via Rastrelli che costeggia il Palazzo reale e sbocca in via Larga sotto il ponte che congiungeva le scuderie del Palazzo reale (oggi Comune di Milano - Sede anagrafica Municipio 1) al teatro della Cannobiana – oggi Teatro Lirico di Milano.[5]

Le vie in direzione perpendicolare (da sudovest a nordest) erano due:
- Via di San Giovanni in Conca che univa Piazza Missori con Via Visconti senza sfociare in Via Rastrelli; (il nome è stato poi assegnato alla via che unisce Via della Signora con Via Francesco Sforza a poche centinaia di metri);
- Via Paolo da Cannobio che partendo da Corso di Porta Romana univa le tre vie del quartiere parallelamente a Via Larga. La via si immetteva inizialmente a T in Via Rastrelli fino a quando (tra il 1914 ed il 1930[N 2]) fu aperta Via Pecorari.

Via del Cappello, nel quartiere Bottonuto a Milano. Sulla destra, il sacello di San Satiro

All'inizio di Via Bottonuto in corrispondenza di una piazzetta – sede dell'antica Pusterla del Bottonuto – si dipartivano due vicoli: Vicolo delle Quaglie ad ovest e vicolo del Cantoncello ad est. Quest'ultimo era anche noto come Vicolo Budellino o Stretta degli Ebrei.
Il cosiddetto Largo del Bottonuto costituiva la naturale unione delle vie Pantano e Chiaravalle all'incrocio con Via Larga. Lì si teneva nel XVII secolo il mercato del vino. In tale slargo si trovava una colonna (obelisco) di granito rosso di Baveno sormontato da una crocetta. Tale monumento fu benedetto dal cardinale Federico Borromeo nel 1607 per scongiurare la peste e fu definitivamente spostato in Via Marina nel 1872 dove si trova tuttora.
Via Tre Alberghi si era chiamata Via Tre Re in onore dei Re Magi ed era stata poi chiamata Via Tre Alberghi durante la Repubblica Cisalpina, quando molti riferimenti religiosi erano stati cancellati, in considerazione della presenza di tre alberghi: dei Tre Re, del Cappello Rosso e Reale.
La Via Paolo da Cannobio si era chiamata Contrada dei Moroni nel tratto da Corso di Porta Romana a Via Bottonuto e poi Via del Pesce fino a Via Rastrelli.

## Origine del nome

Via San Giovanni in Laterano a Milano, quartiere del Bottonuto

Il nome sembra essere derivato da un'opera idraulica romana denominata butinucum riferibile al vocabolo italiano bottino cioè una cavità o fossa di scolo delle acque di scarico e dei rifiuti. L'accesso a tale fossa sarebbe stato un edificio rotondo adibito a latrina pubblica, come riferisce Galvano Fiamma nel primo quarto del XIV secolo.

## Storia

Vicolo di San Giovanni in Conca, nel quartiere Bottonuto a Milano

Case di ringhiera nel quartiere Bottonuto a Milano

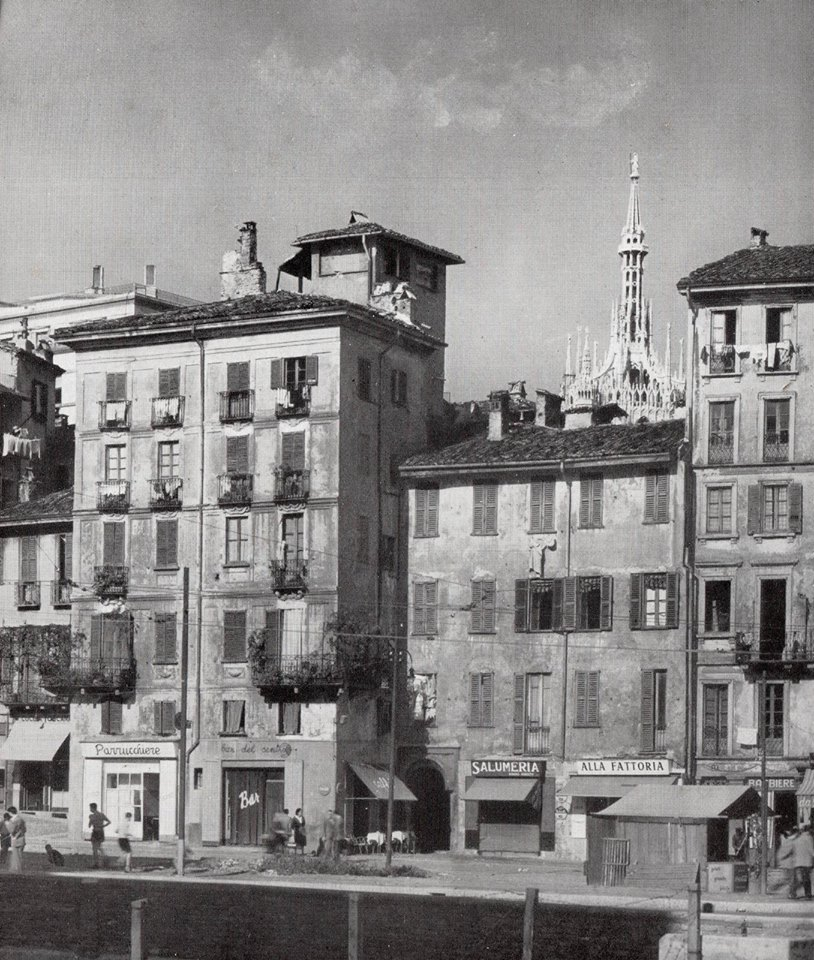
Il quartiere Bottonuto negli anni trenta del XX secolo

Via Bottonuto angolo Vicolo delle Quaglie nel quartiere Bottonuto a Milano nel 1937

Nelle mura romane di Milano (I secolo d.C.) esisteva una pusterla, situata tra Vicolo delle Quaglie e Vicolo del Cantoncello che costeggiavano le mura stesse. Davanti alle mura tra Via del Bottonuto e Via San Clemente si estendeva una banchina di porto affacciata ad un laghetto, il cosiddetto porto fluviale romano di Milano, che consentiva l'attracco in corrispondenza di Via Larga, lungo la quale scorreva il Seveso.
Il laghetto venne in seguito prosciugato e fu realizzata l'opera idraulica che diede il nome al Bottonuto. Restava il ricordo di tale laghetto nel nome della Via Poslaghetto, scomparsa negli anni '50 del Novecento per fare posto alla Torre Velasca.
Nel IV secolo d.C. l'asse costituito da via Bottonuto, via Tre Alberghi e via Speronari assunse una notevole importanza divenendo la via di accesso dell'esercito per le cerimonie del triumphus nel foro romano di Milano. 
Nel XIV secolo la pusterla divenne di proprietà dei Visconti e fu utilizzata come passaggio verso il loro palazzo di San Giovanni in Conca. Già alla fine dell'Ottocento, nonostante la vicinanza con Piazza del Duomo, il quartiere era degradato. Vi si trovavano numerosi alberghi e case di tolleranza. Secondo alcune fonti l'anarchico Bresci soggiornò presso il casino El peocett in Via Bottonuto 3 sopra l'osteria delle Due Pernici
Nel 1923 Paolo Valera in Milano sconosciuta dedica un capitolo alla prostituzione di basso livello al Bottonuto dando del quartiere e delle sue vie una descrizione negativa.
Il degrado, ma soprattutto la possibilità di disporre di un'ampia area da destinare ad edilizia di lusso e di uffici, portò il Comune di Milano ad espropriare l'intera area ed a sottoscrivere una convenzione per la realizzazione di un nuovo quartiere basato sul piano regolatore Albertini del 1931 con l'intento dichiarato di creare un nuovo centro e di alleggerire il traffico in piazza del Duomo.
Il quartiere fu inizialmente sventrato per realizzare verso nord l'Arengario con la demolizione della manica lunga del Palazzo reale ed il primo abbozzo di Piazza Diaz e verso sud e ovest per la realizzazione delle racchetta con l'allargamento di Via Larga e la costruzione di Via Albricci e piazza Missori. Nel dopoguerra si portò a termine la demolizione terminando la realizzazione del sistema viario intorno alla Piazza Diaz. Insieme al quartiere, fu anche demolita la Pusterla del Bottonuto, una delle porte minori (o pusterle) poste sul tracciato medievale delle mura di Milano.
Piazza Diaz resta oggi il punto centrale del vecchio quartiere e non ne preserva le caratteristiche di città vecchia, tuttavia sulla piazza si affacciano pregevoli edifici come il palazzo "INA" di Piero Portaluppi (lato ovest) ed il "grattacielo della terrazza Martini" (lato sud) di Luigi Mattioni.

## Architetture religiose
Due furono le chiese del quartiere del Bottonuto:
- La basilica paleocristiana di San Giovanni in Conca, riedificata nell'XI secolo e di nuovo, nel XIII secolo, dopo le distruzioni dell'imperatore Federico Barbarossa nel 1162, che fu cappella gentilizia dei Visconti e dal 1879 al 1951 (anno della sua demolizione) sede della chiesa evangelica valdese di Milano. Dell'antica basilica rimangono oggi solo la cripta e l'abside nel punto in cui via Albricci (la "Racchetta") si apre su piazza Missori.
- San Giovanni in Laterano, situata attorno alla metà di Via Tre Alberghi, edificata probabilmente nel IV secolo, al tempo del vescovo Mona di Milano ed inizialmente intitolata a San Giovanni Isolano, fu probabilmente intitolata a San Giovanni in Laterano da papa Leone X. Fu demolita nel 1936 come parte degli sventramenti del Bottonuto.[6][5]

### Esplicative
1. ↑  Google Maps alla voce Bottonuto indica i limiti dell'antico quartiere senza però estenderlo fino a Corso di Porta Romana e Via Mazzini.
2. ↑  Nella carta di Milano del TCI del 1914 il Palazzo reale è unito alle scuderie e quindi Via Pecorari non esiste. Essa appare invece nella carta di Milano del 1930.
3. ↑  Anche la Via Pantano ricorda la zona acquitrinosa che ne rimase. Nella zona dell'antico lago si trovava in epoca medievale il Brolo, ampia zona di giardini ed orti.

### Bibliografiche
1. ↑  Dizionario Milanese-Italiano R-Z, F.Cherubini, 1843, p. 32
2. ↑   Nel Comune di Milano, a differenza di quanto avviene per altre grandi città, (ad esempio Roma) il termine “quartiere” non ha attualmente un preciso significato amministrativo. 
Nel Medioevo e fino all’Ottocento, Milano, che ha una pianta circolare, prima delimitata dalla cerchia dei Navigli, poi dalle Mura spagnole, era ufficialmente divisa in Sestieri, ciascuno a forma di spicchio, corrispondenti alla sei antiche porte che si aprivano nelle mura. 
Oggi, invece, a Milano il termine “quartiere” viene usato nel linguaggio comune per indicare - approssimativamente - una zona cittadina che di solito ha confini non perimetrati ufficialmente e quindi mutevoli, anche nel tempo.
Nel secondo dopoguerra il Comune ha suddiviso la città in venti zone, poi ridotte a nove, ciascuna denominata “Municipio”.
Dal 2017 (Delibera di Consiglio comunale n. 35 del 13/03/2017) all'interno dei 9 Municipi, il Comune ha definito un’ulteriore suddivisione in 88 zone più piccole, perimetrate, dette “NIL” (Nuclei di Identità Locale), anche al fine di definire/perimetrare/denominare/numerare le zone cittadine finora dette “quartieri”.
3. 1 2 3 4 5   Storia di Milano ::: Porta Romana 3, su www.storiadimilano.it. URL consultato il 2 maggio 2024.
4. ↑   I NIL (Nuclei di Identità Locale) corrispondono alle “unità minime di programmazione” previste all'interno del PGT (Piano Governo del Territorio) del Comune di Milano. Vedi mappa e altre informazioni sui NIL in: https://geoportale.comune.milano.it/portal/apps/webappviewer/index.html?id=e52d990fec5f4fe38b2a4f7d2385962a
5. 1 2   Piazza Armando Diaz, su Vecchia Milano, 29 luglio 2010. URL consultato il 2 maggio 2024.
6. 1 2 3 4 5   Storia di Milano ::: Porta Romana-Bottonuto, su www.storiadimilano.it. URL consultato il 2 maggio 2024.
7. ↑  il sito consente di confrontare, per sovrapposizione, la situazione attuale con una mappa di Milano dell'inizio dell'Ottocento
8. ↑   Bottino, in Treccani.it – Vocabolario Treccani on line, Roma, Istituto dell'Enciclopedia Italiana. URL consultato il 21 ottobre 2022.
9. ↑   Galvano Fiamma Chronicon majus,fol. 109, cap. 263
10. ↑  Secondo altre fonti tra cui il quotidiano la Stampa del 31/07/1900, p.1, Bresci alloggiò invece in Via San Pietro all'Orto 4
11. 1 2  Paolo Valera Milano sconosciuta rinnovata, arricchita di altri scandali polizieschi e postribolari a cura di Attilio Mangano; collana 'Specchio Oscuro', 11; Greco & Greco Editori; Milano, 2000 - ISBN 88-7980-242-9 trascrizione elettronica Liber Liber - Progetto Manuzio
12. ↑  Dario Franchi e Rosa Chiumeo Urbanistica a Milano in regime fascista - Firenze, La Nuova Italia, 1972 - Pubblicazioni della Facoltà di Lettere e Filosofia dell’Università degli Studi di Milano, 61 – pag 27 e segg.